# 西坎德拉巴德
西坎德拉巴德（Sikandrabad），是印度北方邦Bulandshahr县的一个城镇。总人口69902（2001年）。

## 人口
该地2001年总人口69902人，其中男性36600人，女性33302人；0—6岁人口11928人，其中男6376人，女5552人；识字率49.81%，其中男性为57.83%，女性为41.00%。